# Czerwone Stawki Gąsienicowe
Das Untere und Obere Polnische Seelein (pl. Czerwony Stawek Gąsienicowy Niżni und Czerwony Stawek Gąsienicowy Wyżni) sind ein Gletschersee im Grünen Gąsienicowa-Tal (pl. Dolina Zielona Gąsienicowa) in der Hohen Tatra, Polen. Sie befindet sich in der Gemeinde Zakopane und ist über mehrere markierte Wanderwege erreichbar. Das Wasser des Sees fließt über den Seealmer Trockenbach ab. Nur bei niedrigem Wasserstand teilen sich die Seen.